# Barbus castrasibutum
Barbus castrasibutum är en fiskart som beskrevs av Fowler, 1936. Barbus castrasibutum ingår i släktet Barbus och familjen karpfiskar. IUCN kategoriserar arten globalt som otillräckligt studerad. Inga underarter finns listade.